# Macieira de Isaac Newton
A macieira de Isaac Newton em Woolsthorpe Manor representa a inspiração por trás da teoria da gravidade de Isaac Newton. Embora os detalhes precisos da reminiscência de Newton (relatados por várias testemunhas a quem Newton supostamente contou a história) sejam impossíveis de verificar, o significado do evento está em sua explicação do pensamento científico de Newton. A macieira em questão, um exemplar da variedade Flor de Kent, é uma descendente direta daquela que estava no jardim da família de Newton em 1666. Apesar de ter sido derrubada por uma tempestade em 1820, a árvore voltou a crescer a partir de suas raízes originais. Seus descendentes e clones podem ser encontrados em vários locais do mundo.

## O incidente da maçã
Após uma troca de cartas no final da década de 1660 com Robert Hooke, Isaac Newton começou a lutar com a ideia de que a gravidade terrestre se estende até a Lua, em uma proporção inversa do quadrado (como Bulliadus, Huygens e Hooke já haviam conjecturado). No entanto, levou duas décadas para desenvolver a teoria completa com uma prova matemática. A questão não era se a gravidade existia, mas se ela se estendia tão longe da Terra que também poderia ser a força que mantinha a Lua em sua órbita. Newton mostrou que se a força diminuísse como o inverso do quadrado da distância, alguém poderia de fato calcular o período orbital da Lua e obter um bom acordo. Ele supôs que a mesma força era responsável por outros movimentos orbitais e, portanto, a chamou de "gravitação universal";

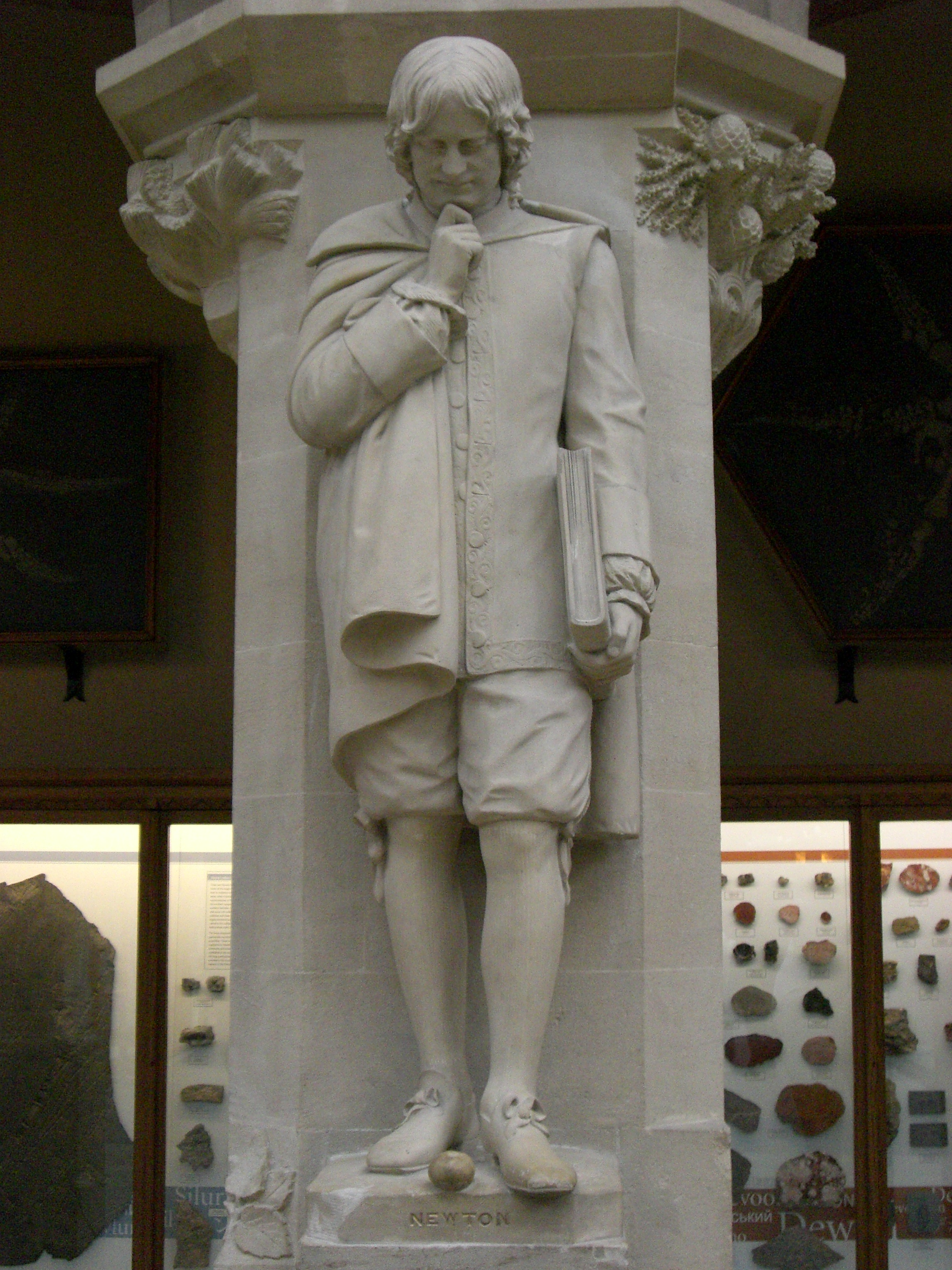
Estátua de Newton em exposição no Museu de História Natural da Universidade de Oxford

O próprio Newton frequentemente contava a história de que se inspirou para formular sua teoria da gravitação ao observar a queda de uma maçã de uma árvore. Acredita-se que a história tenha passado ao conhecimento popular após ser contada por Catherine Barton, sobrinha de Newton, a Voltaire. Voltaire então escreveu em seu Ensaio sobre Poesia Épica (1727), "Sir Isaac Newton caminhando em seus jardins, teve o primeiro pensamento sobre seu sistema de gravitação ao ver uma maçã caindo de uma árvore."
Alguns argumentaram que a história da maçã é uma ficção e que ele não chegou à sua teoria da gravidade em nenhum momento. Conhecidos de Newton (como William Stukeley) registraram a versão de Newton do incidente, embora não a versão sem mérito de que a maçã realmente atingiu a cabeça de Newton. Stukeley registrou em suas Memoirs of Sir Isaac Newton's Life uma conversa com Newton em Kensington em 15 de abril de 1726 (50 anos após o suposto evento):

fomos ao jardim e bebemos chá à sombra de algumas macieiras, somente ele e eu. em meio a outras conversas, ele me disse que estava exatamente na mesma situação de quando, anteriormente, a noção de gravitação lhe veio à mente. "por que essa maçã sempre desceria perpendicularmente ao chão", pensou consigo mesmo: ocasionado pela queda de uma maçã, enquanto estava sentado em um estado de espírito contemplativo: "por que ela não deveria ir para os lados ou para cima? mas constantemente para o centro da Terra? certamente, a razão é que a Terra a atrai. deve haver um poder de atração na matéria. e a soma do poder de atração na matéria da Terra deve estar no centro da Terra, não em qualquer lado da Terra. portanto, essa maçã cai perpendicularmente, ou em direção ao centro. se a matéria atrai matéria dessa forma; deve ser em proporção à sua quantidade. portanto, a maçã atrai a Terra, assim como a Terra atrai a maçã."
John Conduitt, assistente de Newton na Royal Mint e sobrinho de Newton, também descreveu o evento quando escreveu sobre a vida de Newton:
No ano de 1666, ele se aposentou novamente de Cambridge para sua mãe em Lincolnshire. Enquanto ele estava pensativamente vagando em um jardim, ocorreu-lhe que o poder da gravidade (que trouxe uma maçã de uma árvore para o chão) não estava limitado a uma certa distância da Terra, mas que esse poder deveria se estender muito mais longe do que normalmente se pensava. Por que não tão alto quanto a Lua, ele disse a si mesmo & se assim for, isso deve influenciar seu movimento & talvez mantê-la em sua órbita, e então ele começou a calcular qual seria o efeito dessa suposição.
Os escritores científicos britânicos Mary e John Gribbin afirmam que Newton simplesmente inventou isso, porque, em 1666, a teoria de Newton sobre a natureza da gravidade não a teria abrangido. Na opinião deles, ou o velho Newton havia esquecido que ele uma vez a havia proposto como uma analogia explicativa ou (mais provavelmente) porque ele não admitiria que Robert Hooke lhe havia dado o conceito de gravidade universal em sua palestra Gresham de 1674 [de Hooke], Uma Tentativa de Provar o Movimento da Terra por Meio de Observações (publicada em 1679), que explicava que a gravitação se aplicava a "todos os corpos celestes".

## A árvore
A história real por trás da macieira de Newton pode ser rastreada até o tempo de Newton em Woolsthorpe Manor, sua propriedade familiar em Lincolnshire, Inglaterra. Durante sua estadia na mansão em 1665 ou 1666, acredita-se que Newton observou uma maçã caindo de uma árvore e começou a ponderar sobre as forças que governam tal movimento. A dendrocronologia, feita pelo Laboratório de Pesquisa em Arqueologia e História da Arte da Universidade de Oxford, confirma que uma das árvores no pomar tem mais de 400 anos, tendo crescido novamente a partir de raízes sobreviventes de uma árvore que foi derrubada por uma tempestade em 1816. Em 1820, parte da árvore derrubada também foi cultivada por Lord Brownlow em Belton Park em uma árvore que veio a ser conhecida como a árvore Belton.
Outras várias árvores são reivindicadas como sendo a macieira que Newton descreve. A The King's School, que Newton frequentou entre 1655 e 1660, alega que a árvore foi comprada pela escola, arrancada e transportada para o jardim do diretor alguns anos depois. A equipe do Woolsthorpe Manor (agora) pertencente ao National Trust contesta essa alegação.

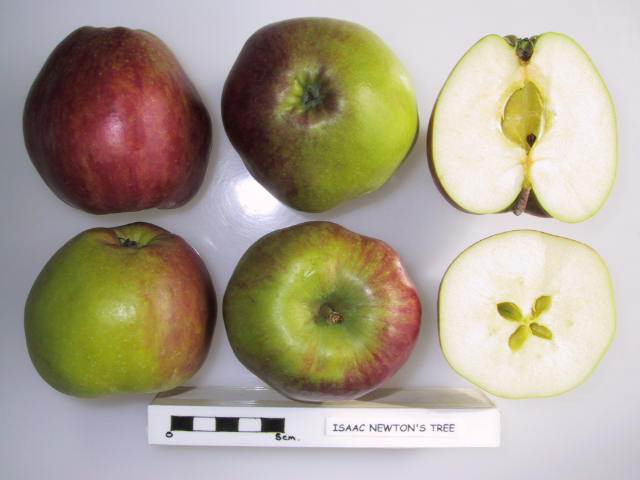
Corte transversal de maçãs da árvore de Isaac Newton, National Fruit Collection

A macieira é uma maçã culinária da variedade Flor de Kent. A Flor de Kent é conhecida por suas maçãs verdes grandes e saborosas, mas farinhentas, que eram usadas para cozinhar e assar. A macieira ainda existe hoje em dia em Woolsthorpe Manor, e é cuidada por jardineiros, protegida com uma cerca e cuidada pelo Fundo Nacional para Locais de Interesse Histórico ou Beleza Natural.

## Importância
Embora haja debate sobre os detalhes precisos do incidente da macieira, a história se tornou profundamente arraigada na história científica e na cultura popular. A macieira simboliza o momento de inspiração que levou Newton a desenvolver suas ideias inovadoras. Ela serve como uma metáfora poderosa para o processo de descoberta científica e a capacidade de perceber padrões na natureza.
Uma estátua de Isaac Newton, olhando para uma maçã a seus pés, pode ser vista no Museu de História Natural da Universidade de Oxford. Uma grande estátua de bronze, Newton, after William Blake, por Eduardo Paolozzi, datada de 1995 e inspirada na água-forte de Blake, domina a praça da Biblioteca Britânica em Londres. Uma estátua de bronze de Newton foi erguida em 1858 no centro de Grantham, onde ele estudou, destacando-se em frente ao Salão da Guilda de Grantham.
A árvore foi classificada como número cinco no TOP 10 Árvores Incríveis da TIME no Dia da Árvore em 2010, e foi escolhida como uma das 50 Grandes Árvores Britânicas em 2012, o ano do Jubileu de Diamante da Rainha Elizabeth II. Parte da árvore foi usada na carruagem de Estado para o jubileu de diamante da Rainha Elizabeth II.

Vou pegá-la e deixá-la flutuar um pouco, o que confundirá Isaac.

Piers Sellers sobre seu plano para amostra de 10 cm durante a missão, Economic Times
Em 14 de maio de 2010, o astronauta britânico da NASA Piers Sellers levou um fragmento de 10 cm da macieira de Newton para o espaço como parte das comemorações do 350º aniversário da Royal Society, da qual Newton foi presidente. A amostra da árvore, gravada com o nome de Newton, foi originalmente retirada dos arquivos da Royal Society e confiada a Piers Sellers para sua missão de 12 dias a bordo do ônibus espacial Atlantis para a Estação Espacial Internacional (ISS). Após a missão, tanto a amostra da árvore quanto a imagem foram devolvidas à Royal Society e se tornaram parte de uma exposição histórica.
As sementes da árvore foram enviadas pela Agência Espacial Europeia ao espaço para a Estação Espacial Internacional na missão Principia de 2014-15 com o astronauta Tim Peake. Como parte da pesquisa "Sementes no Espaço", as sementes flutuaram em microgravidade por seis meses antes de retornar à Terra em 2016 para serem criadas em árvores jovens. Os vencedores de uma competição para hospedar uma das mudas exclusivas incluem o Laboratório Nacional de Física, Observatório de Jodrell Bank e o Projeto Éden. Em 2023, 10 mudas da árvore foram leiloadas para apoiar a manutenção de Woolsthorpe Manor.

## Clones
Existem várias árvores geneticamente idênticas, ou clones, – cultivadas a partir de mudas da macieira original – que foram plantadas ao redor do mundo. O Trinity College em Cambridge, alma mater de Newton, abriga uma árvore geneticamente idêntica, crescendo do lado de fora do portão principal da faculdade abaixo do quarto em que Newton morava quando estudava lá. O Haileybury College em Hertfordshire abriga uma árvore geneticamente idêntica em sua Quadra Principal, projetada por William Wilkins, arquiteto do New Court, Trinity College, Cambridge. O New Court fica a poucos passos da localização atual da árvore de Newton do Trinity College, do lado de fora do Grande Pátio de Trinity.
Woolsthorpe Manor doou cinco mudas da macieira de Newton para a Universidade de Loughborough, localizada perto da casa de infância de Newton. Essas mudas foram plantadas na Universidade de Loughborough como parte de uma iniciativa para inspirar os alunos a pensar como Isaac Newton. O Jardim Botânico da Universidade de Cambridge tinha um clone da macieira de Newton que ficava na entrada de Brookside. Infelizmente, ele caiu durante a Tempestade Eunice. No entanto, o jardim planeja plantar um novo clone em outro lugar nas instalações. O Instituto Nacional de Padrões e Tecnologia (NIST), campus de Gaithersburg nos Estados Unidos, tinha um clone da macieira de Newton plantado. Mas ele caiu e morreu em junho de 2023 devido a razões desconhecidas.
Grace Babson, esposa de Roger Babson, conseguiu dar continuidade à sua coleção, que mais tarde chegou a mais de 1.000 edições de materiais de Newton, sendo a maior fonte nos Estados Unidos. Em 1995, a coleção do Babson College foi emprestada à Biblioteca Burndy do MIT e, em 2006, à Biblioteca Huntington em San Marino, Califórnia, onde está disponível para pesquisa acadêmica. Entre a Biblioteca Sir Isaac Newton (agora conhecida como Tomasso Hall) e o Centro de Admissão Lunder estavam descendentes da macieira original. Grace também salvou a sala da última residência de Newton antes de sua demolição e criou uma réplica no Parque Babson.
De 1997 a 2007, no Centro Interuniversitário de Astronomia e Astrofísica, três esforços foram realizados para cultivar mudas da macieira de Newton trazidas por Jayant Narlikar. Algumas das mudas conseguiram prosperar e produzir maçãs. No entanto, em 2007, a última árvore remanescente dessas tentativas havia perecido.
Outros clones – cultivados a partir de mudas da macieira original – podem ser encontrados no Queens' College (Cambridge), plantado em 1948, na Bushy House parte do Laboratório Nacional de Física plantado em 1953, na Royal Astronomical Society, TRIUMF plantado em 1968, Universidade de Iorque doado em 1976, no Instituto de Tecnologia de Massachusetts (MIT) nos Estados Unidos plantado em 1977, Centro Atómico Bariloche planted in 1981, Jardim Botânico Koishikawa no Japão plantado em 1981, Universidade Iorque de Toronto plantado em 1999, no Departamento de Física e Jardim Botânico da Universidade de Wisconsin–Madison plantado em 25 de maio de 2001, Universidade de Nebraska-Lincoln em Nebraska plantado em maio de 2015, Universidade Brown em Rhode Island plantado em 29 de março de 2018, King Edward's School em Birmingham plantado em 2018, e no Parque das Ciências da Argentina plantado em 2022.
Mais clones podem ser encontrados no Observatório de Parkes na Austrália, no Observatory Science Center em Herstmonceux, East Sussex, na Universidade Vanderbilt no Tennessee, Universidade da Virgínia Ocidental e Faculdade de William e Mary na Virgínia, Case Western Reserve University em Ohio, Universidade de Houghton em Nova Iorque, Babylonstoren na África do Sul, Universidade Monash em Melbourne, Universidade Tufts em Massachusetts, na Universidade da Colúmbia Britânica no Canadá, Jardim Botânico de Nova Iorque no Bronx, Instituto Balseiro na Argentina, Instituto Agrícola Orange em Nova Gales do Sul, Fazenda Wuling em Taiwan, Universidade Nankai em Tianjin, Universidade Beihang em Pequim, Instituto de Pesquisa de Padrões e Ciência da Coreia (KRISS) em Daejeon, Universidade Keiwa em Shibata, Universidade de Saitama em Saitama, Koishikawa Kōrakuen em Bunkyo e na Universidade Técnica de Ciências Aplicadas Wildau em Brandemburgo.
A Estação de Pesquisa de East Malling em East Malling continua sendo o principal fornecedor de mudas da árvore desde 1930, mas cruzar fronteiras pode ser desafiador e a entrega de plantas pode ser atrasada para inspeções ou possivelmente quarentena devido a preocupações com pragas invasoras e doenças de plantas. No entanto, parece haver duas macieiras distintas, a Woolsthorpe ou a Belton, que agora estão sendo cultivadas como "macieira de Newton", apesar do fato de que os numerosos espécimes da árvore parecem ser bastante semelhantes na superfície. Se estes são específicos para a Woolsthorpe ou para a Belton ainda está em debate. Por exemplo, em 2016, a muda plantada no Conselho Nacional de Pesquisa do Canadá (NRC-CNRC) em Ottawa foi descoberta como falsa e nem mesmo uma Flor de Kent.